# Puch László
Puch László (Lánycsók, 1953. november 7. –) magyar politikus, 1998-tól az MSZP pénztárnoka.

## Tanulmányai
Az általános iskolát Lánycsókon, a középiskolát Pécsen végezte, 1972-ben érettségizett a Zrínyi Miklós Kereskedelmi Szakközépiskolában. 1976-tól a budapesti Kereskedelmi és Vendéglátóipari Főiskola levelező tagozatos hallgatójaként 1980-ban üzemgazdász-diplomát szerzett.

## A gazdasági életben
1976-tól 1982-ig a Mohácsi ÁFÉSZ-nél dolgozott. 1983-ban megválasztották a Bólyi ÁFÉSZ elnökének. 1993 és 1995 között a Népbolt Rt. ügyvezető igazgatója, majd 1995-től 1996-ig a Titán Rt. vezérigazgatója volt.

## Politikai pályafutása
1980-ban belépett az MSZMP-be. 1989. november 1-jén az MSZP-hez csatlakozott, 1992-től 1994-ig az országos választmány tagja volt, 1994-től a párt Baranya megyei alelnöke. Az 1990-es országgyűlési választáson képviselőjelölt volt, de nem nyert mandátumot. 1994 óta országgyűlési képviselő. 1994-ben és 1998-ban is pártja Baranya megyei területi listájáról szerzett mandátumot. 1998 és 2002 között Mohács város önkormányzati képviselője. 2002 áprilisában az országos listáról szerzett mandátumot. 2002. június 4-étől a gazdasági állandó bizottság elnöke. 1997-től gazdaságpolitikai ügyvivő, 1998 szeptemberétől pártpénztárnok, 2003-tól részt vesz az országos pártelnökség munkájában, 2004. október 16-án posztján újraválasztották. A 2006-os választáson ismét országos listán szerzett mandátumot. 2008. május 1-jétől 2009-ig a Gazdasági és Közlekedési Minisztérium államtitkára, majd 2010. május 14-éig a Közlekedési, Hírközlési és Energiaügyi Minisztérium államtitkára volt. A 2010-es országgyűlési választáson ismét pártja országos listájáról nyert mandátumot.